# 12 빅토리아
12 빅토리아(12 Victoria)는 소행성대의 소행성 중 하나이다.
12 빅토리아는 1850년 9월 13일, 존 러셀 하인드가 발견했다.
빅토리아라는 이름은 로마의 승리의 여신에서 따왔다. 그러나 영국의 여왕이었던 빅토리아를 땄다는 설도 있다.
레이다와 스페클 간섭계를 이용하여 가늘고 긴 형태임이 드러났고, 쌍성인 소행성으로 의심받기도 했다.

## 같이 보기
- 행성